# Мастаба
Мастаба је племићка гробница у Старом Египту. Обично је рађена од тесаника, а варира и по обиму и по броју и расподели просторија. Обично има облик зарубљене пирамиде и висока је између 6 и 8 метара, фасада је понекад широка и до 50 метара, а у дубину не иде више од 25 метара.
У почетку су мастабе коришћене као гробнице владара и племства, али када је отпочела градња пирамида на почетку Старог краљевства, племство и службеници су задржали и развили мастабу као гробницу. Оне су сада биле распоређене око пирамиде како би формирале „краљевски двор“ који би пратио фараона и у загробном животу. Главна функција гроба био је да буде кућа за тело, погребне предмете и да обезбеди земаљско место где би се могли донети дарови који би потпомогнули душу преминулог. Веровање да је гробница кућа преминулог, где би он могао да настави живот после смрти, допринела је развоју одређених делова у архитектури. Мастаба је била састављена из два дела: надземног и подземног дела.

## Надземни део
Надземни део је имао у основи правоугаоник и облик клупе те су због тога египтолози употребили термин мастаба што је арапски назив за клупу. У раним временима (око 3400. п. н. е.) мастаба је грађена пре свега од ћерпића. То је настављено и у IV династији, с тим што је почела интензивна употреба камена. Језгро мастабе је сада било изграђено од чврстог материјала или грубог камена јер је спољни део мастабе био обложен ћерпичем, мада је ћерпич често био замењен глатко брушеним кречњаком. Надземни део структуре је означавао локацију гроба и он је штитио покојника. Такође је обезбеђивао место где би се остављали дарови покојнику. Надземни део је био подељен на капелу или комору, где су породица или свештеник могли да донесу храну као дар, и сердаба (затворена соба), која је имала покојникову статуу за коју се веровало да ће кроз њу душа покојника узети оно што је донесено као дар. Статуа је служила и као место у коме ће душа боравити уколико дође до распадање мумификованог тела. Такође су постојала двоја „лажна врата“ која су постављена на источном зиду која су била декорисана рељефима и скулптурама. Ова врата су обезбеђивала да душа покојника приступи даровима и да истакне да је гроб уставари место боравка тј. кућа.

## Подземни део
Подземни део је имао гробну собу која је требало да представља спаваћу собу у кући. Понекад се може срести и друга погребна соба у којој би се касније сахранила жена покојника. Ту је постојала и просторија за остављање разних добара и имовине покојника. Приступ погребној соби обезбеђен је кроз вертикални тунел (шахт) или степеништем. У том делу су примењивани различити методи заштите како би се заштитио покојник и предмети од пљачкаша. То је укључивало дубље тунеле, заштита унутрашњих врата уз помоћ камена или цигала, или пуњењем шахта и степеништа шљунком и камењем.
Египатско име за гробницу био је Hwt Ka или у преводу „Кућа душе“.